# Фронтал
Фронтал је интернет портал из Републике Српске.
Сједиште му се налази у Бањој Луци.

## Историја
Интернет портал Фронтал је почео са радом 1. априла 2009. године као гласило Удружења грађана „Фронтал” из Бање Луке. Предсједник удружења грађана, оснивач и уредник портала је био Даниел Симић, а замјеник уредника Радован Ковачевић.
Крајем фебруара 2011. основан је још један истоимени портал на другој адреси.
Данас је Фронтал (Фронтал.РС или Фронтал.СРБ) као удружење грађана судски регистрован код Министарства управе и локалне самоуправе Републике Српске.

## Уредништво
Редакцију Фронтала чине оснивач Даниел Симић, уредник Марко Шикуљак, уредник штампаног издања Жељко Свитлица те остали чланови. Интернет портал Фронтал се представља као „једини ћирилични портал западно од Дрине” са потпуно независном уређивачком политиком.
Познат је као интернет портал са великим бројем ауторских текстова и анализа, а његови колумнисти су истакнуте јавне личности.